# 발칸눈밭쥐
발칸눈밭쥐(Dinaromys bogdanovi)는 비단털쥐과에 속하는 설치류의 일종이다. 발칸눈밭쥐속(Dinaromys)의 유일종이다. 유럽 남부 일부 지역에 8종의 아종이 알려려 있다. 속명은 "디나르알프스 산맥"의 이름에서 유래했다. 살아있는 화석의 하나로 발칸눈밭쥐족(Pliomyini)의 현존하는 유일종이다.

## 아종
- D. b. bogdanovi
- D. b. coeruleus
- D. b. grebenscikovi
- D. b. korabensis
- D. b. longipedis
- D. b. marakovici
- D. b. preniensis
- D. b. trebevicensis